# Bernard De Noter
Bernard De Noter, né Simon De Noter, né le 24 juin 1749 à Malines (Belgique), mort le 26 octobre 1832 à Gand, est le premier supérieur général des Frères de la charité.

## Biographie
De Noter est un fils de petite bourgeoisie, originaire de Duffel et de Walem, dans la province d'Anvers. Il a projeté d'entrer dans la Compagnie de Jésus, mais la suppression de la Société en 1773 l'en empêche. Il emménage à Gand et y habite une maison appartenant aux Chartreux. Eut-il l'intention de se joindre à eux? De toute façon la suppression de l'ordre en 1783 l'en empêcha.
À partir de 1779 il est le comptable de l'abbaye et hôpital des cisterciennes de la Bijloke. Après 1783, il y élit domicile. Lorsqu'en 1797 les religieuses sont expulsées, la dernière abbesse, Sabine Bruggheman, le nomme fondé de pouvoir pour l'hôpital de la Bijloke. Il déménage à nouveau et vient habiter le long de la Houtlei, auprès de son neveu, le peintre Pierre-François De Noter (1779-1842).
Il poursuit la direction de l'hôpital jusqu'en 1802 (ou jusqu'en 1805), lorsque les religieuses, revenues d'exil, reprennent leurs activités. Il demeure néanmoins lié à l'hôpital, principalement en tant qu'aide-soignant.
Il a à cette époque vécu pendant plus de trente ans comme frère convers dans le giron des cisterciens et a maintenu des contacts étroits tant avec les cisterciens qu'avec les cisterciennes. Auprès d'eux il a appris à connaître autant l'aspect monacal que caritatif de leur vie monastique. Il y a également acquis les qualités requises pour être directeur et comptable d'une institution caritative.

## Les Frères de la charité
Ses capacités et qualités sont bien connues de son entourage. Un jour, le médecin en chef de la Bijloke, le docteur Joseph Kluyskens (1773-1843) encourage le sexagénaire à solliciter l'emploi de comptable auprès des Frères de la charité.
De Noter, non sans réserves, prend contact avec le chanoine Pierre-Joseph Triest et l'informe qu'il pourrait peut-être lui être utile. Après les différents déboires qu'il a eu avec sa jeune congrégation, où les trois supérieurs qui s'y sont brièvement succédé ne lui a causé que des soucis, il accueille De Noter avec enthousiasme et l'invite à le rejoindre sans délai.
Le 3 novembre 1810, le Bureau de Bienfaisance de Gand nomme De Noter en tant qu'économe de la maison pour vieillards, seule activité déployée par les Frères à cette époque. Le 7 novembre le chanoine Triest le nomme supérieur de la jeune congrégation et en avertit la demi-douzaine de frères.

## Organisation
Dès le début, De Noter marque clairement que son but n'est pas tellement d'exercer la fonction d'économe au service d'une institution séculière, mais qu'avec ses frères il veut former une véritable communauté religieuse. À cet effet il s'avance même plus loin que Pierre-Joseph Triest ne l'a envisagé, en donnant à ses frères une formation de moine, copiée sur celle des cisterciens. Cela signifie qu'en plus de leurs activités quotidiennes, ils mènent de front une vie contemplative de prière. Un tel but ne peut que plaire à Triest.
Avec les six jeunes frères qui ont persévéré, De Noter fait une année de noviciat qui débouche au 26 novembre 1811 sur la profession religieuse. Ce même jour les six frères confirment par un vote le frère Bernard De Noter comme leur supérieur. Le premier devoir de celui-ci consiste à recruter de nouveaux candidats. Il s'en charge avec assiduité et grande prudence. En 1820, la Congrégation compte 30 membres et à la mort de De Noter le nombre s'élève à 69 frères, répartis dans cinq communautés.
Jusqu'en 1813 les frères gèrent uniquement l'hospice pour vieillards de la Bijloke. En 1814, s'y ajoute un dispensaire pour les soins à fournir pour des maladies chroniques. Une organisation est d'autre part mise en place pour l'accueil de prêtres stévenistes qui désirent se réconcilier avec l'Église.
Le frère portier, quant à lui, se met dès 1809 à donner quelque instruction à de jeunes analphabètes. En peu de temps cela prend de l'ampleur et en 1820 l'école qui en a pris la suite, compte quatre cents élèves. D'autres écoles primaires sont fondées à Bruges, Roborst et Froidmont. L'école à Bruges compte, dès les premiers mois, plus de trois cents élèves.

## Soins pour les malades mentaux
En 1815, les frères font un pas décisif pour l'avenir de leur congrégation et de ses activités, en s'engageant dans la voie des soins aux malades mentaux. Une première initiative en cette direction a déjà été prise en 1808 mais a échoué. En 1815 l'on s'y prend avec une organisation mieux réfléchie et avec un nombre plus important de frères. La congrégation accepte de prendre la direction de l'institut psychiatrique communal de Gand, situé au Gerard Duivelsteen. Leur première mission est d'améliorer les conditions d'hygiène, qui laissent énormément à désirer. Les aspects inhumains dans le traitement des malades devaient disparaître, entre autres leur enchaînement constant.
Bientôt les frères reprennent l'établissement psychiatrique de Froidmont près de Tournai. Lorsque Triest parvient à faire embaucher par les Hospices Civils de Gand le jeune médecin prometteur Joseph Guislain, une nouvelle ère s'annonce pour les soins à prodiguer aux malades mentaux.
En 1825, plusieurs frères ayant au préalable reçu une formation adéquate, une école pour garçons sourds et muets est fondée à Gand.

## Période difficile
Le dynamisme que montre la congrégation, ne va pas de soi. La période n'est pas propice à son développement, étant donné que les autorités au sein du royaume uni des Pays-Bas tiennent les institutions religieuses en suspicion. Dans leur esprit les congrégations religieuses doivent être restreintes dans leur développement et même, dans la mesure du possible, disparaître. Leurs activités caritatives, hôpitaux psychiatriques ou écoles pour handicapés, trouvent grâce et sont même explicitement encouragées par le roi. Mais l'enseignement doit leur être repris et ne pas former de concurrence à l'enseignement officiel. C'est ainsi que les écoles à Roborst et à Gand doivent fermer leurs portes. A Bruges et à Froidmont la résistance locale est telle que les autorités centrales ne parviennent pas à leur but.
De Noter est sans nul doute bien content lorsque se termina ce qui ressemblait de plus en plus à une persécution. Ce fut la révolution inattendue de 1830 qui y mit fin. La constitution du nouveau royaume de Belgique garantissait une totale liberté d'opinion et d'enseignement. Les fondations existantes reprirent avec un nouveau dynamisme et de nouvelles furent créées à Anvers et à Louvain. Rapidement la congrégation compta 69 membres.
De Noter est atteint d'un cancer de la prostate, ce qui ne l'empêche pas de diriger effectivement la congrégation jusqu'à trois jours avant sa mort.